# Marais de Fucecchio

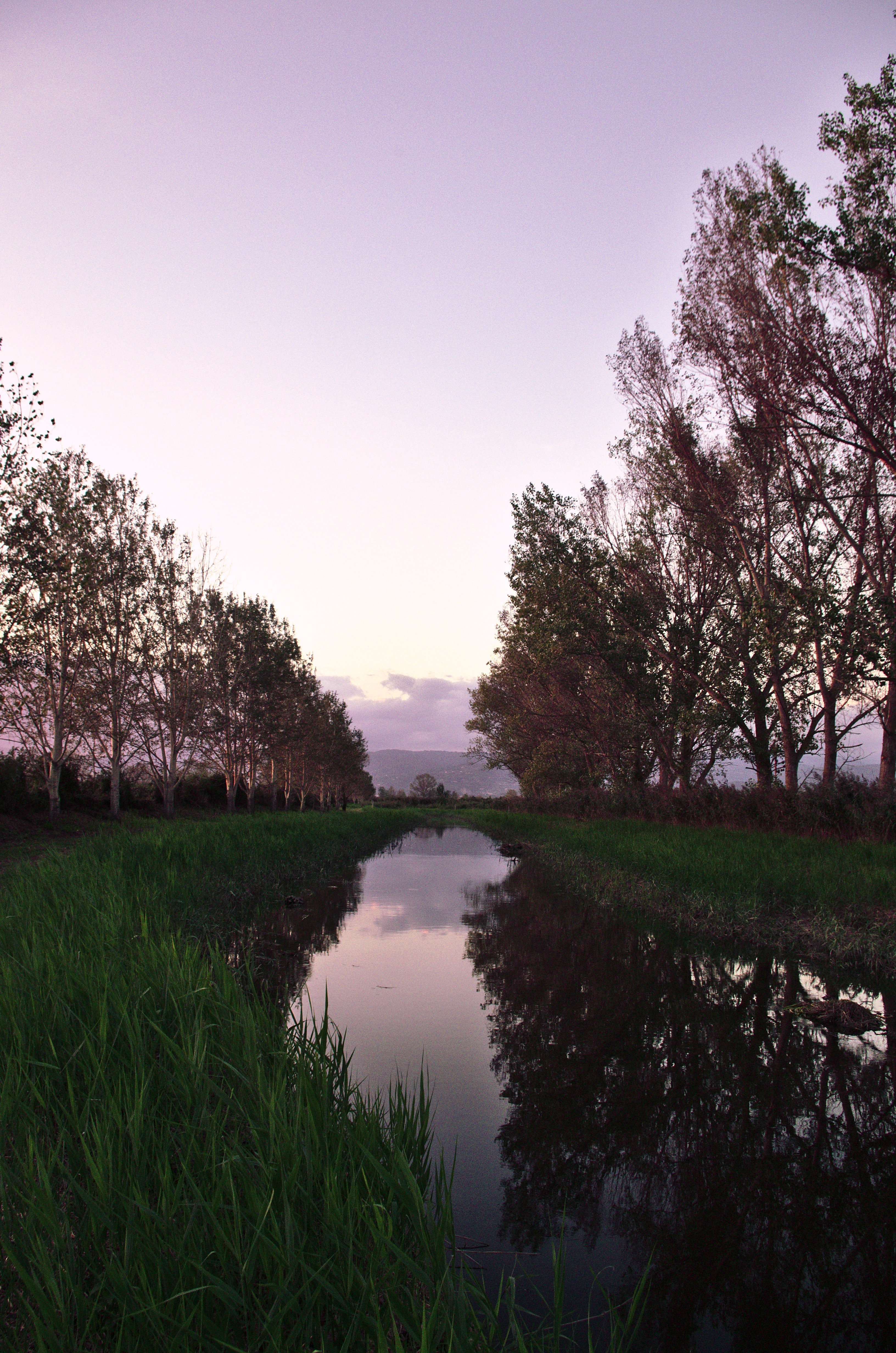
Une vue du marais.

Le marais de Fucecchio  (en italien, Padule di Fucecchio) est le marais le plus vaste de l'Italie.
D'une surface de 1 800 hectares, il se situe aux confins des provinces de Florence, de Lucques et de Pistoia sur le territoire des communes de Fucecchio, Cerreto Guidi, Lamporecchio, Larciano, Monsummano Terme, Pieve a Nievole et, en grande partie de Ponte Buggianese.
Le marais est situé dans la Valdinievole, au sud des Apennins pistoieses, entre le Montalbano et les collines de Cerbaie. C'est l'unique affluent du canal Usciana.
En 1944, il est le théâtre du massacre de Padule di Fucecchio.

## Sources
- (it) Cet article est partiellement ou en totalité issu de l’article de Wikipédia en italien intitulé « Padule di Fucecchio » (voir la liste des auteurs).